# 秦岭站
秦岭站位于中华人民共和国陕西省宝鸡市凤县黄牛铺镇，建于1954年，有宝成铁路经过该站，现办理客货运业务。车站及其上下行区间均已电气化。车站距离宝鸡站45公里，隶属西安局集团宝鸡车务段，是四等站。所有经过观音山展线（秦岭站至任家湾站）的列车需要在此站摘挂补机，方可在宝成铁路上运行。